# Ките
Ките (фин. Kitee) је град у Финској у округу Северна Карелија. Према процени из 2006. у граду је живело 9.667 становника.

## Становништво
Према процени, у граду је 2006. живело 9.667 становника.

## Знамените личности
- Туомас Холопајнен, фински музичар, члан бенда Најтвиш.
- Емпу Вуоринен, фински музичар, члан бенда Најтвиш.
- Јука Невалајнен, фински музичар, члан бенда Најтвиш.
- Тарја Турунен, финска певачица, бивша чланица бенда Најтвиш.